# Хенриксен, Рене
Рене Хенриксен (дат. René Henriksen; род. 27 августа 1969, Глоструп, Копенгаген) — датский футболист, выступал на позиции последнего защитника. В составе сборной Дании участвовал в двух чемпионатах мира и двух чемпионатах Европы.

## Карьера

### В клубах
С сезона 1988/89 Хенриксен выступал в низших датских дивизионах за «АБ» из Копенгагена. Начинал играть на позиции нападающего, но в итоге раскрылся как центральный защитник. В сезоне 1995/96 вместе с клубом вышел в Суперлигу, а за год до этого команда вышла в финал Кубка Дании. Лишь в 27 лет Рене стал игроком основы копенгагенцев, до этого он был игроком замены. В сезоне 1998/99 «Академиск» впервые попал в тройку лучших клубов страны, а также завоевал Кубок, после чего Хенриксен перешёл в греческий «Панатинаикос», сумма сделки составила kr20 000 000.
В составе греческого клуба Рене дошёл до четвертьфинала Лиги чемпионов 2001/02, где их переиграла «Барселона», также в сезоне 2003/04 выиграл чемпионат и Кубок Греции. В 2000 году Хенриксен был назван «Футболистом года в Дании».
В сезоне 2005/06 вернулся в «АБ», который едва не вылетел из Первого дивизиона Дании. Этот сезон стал для Рене последним.

### В сборной
В 1998 году Бу Юханссон пригласил Хенриксена в сборную Дании, назвав его «новым Мортеном Ольсеном». Проведя за сборную несколько товарищеских встреч, Хенриксен был включён в заявку на участие в чемпионате мира 1998 года, но на поле там так и не вышел.
На Евро 2000 Хенриксен поехал уже в ранге незаменимого игрока обороны и полностью отыграл все 3 матча команды на турнире. На чемпионате мира 2002 года и Евро 2004 команда доходила до четвертьфинала, а Хенриксен также был незаменим. Проигранный Чехии четвертьфинал того Евро стал последним матчем в международной карьере Рене. При этом после чемпионата мира 2002 года он являлся капитаном сборной.

## Статистика

### Матчи Хенриксена за сборную Дании
| Матчи Хенриксена за сборную Дании | Матчи Хенриксена за сборную Дании | Матчи Хенриксена за сборную Дании | Матчи Хенриксена за сборную Дании | Матчи Хенриксена за сборную Дании | Матчи Хенриксена за сборную Дании                               |
| --------------------------------- | --------------------------------- | --------------------------------- | --------------------------------- | --------------------------------- | --------------------------------------------------------------- |
| №                                 | Дата                              | Соперник                          | Счёт                              | Голы Хенриксена                   | Соревнование                                                    |
| 1                                 | 25 марта 1998                     | Шотландия                         | 1:0                               | —                                 | Товарищеский матч                                               |
| 2                                 | 5 июня 1998                       | Камерун                           | 1:2                               | —                                 | Товарищеский матч                                               |
| 3                                 | 19 августа 1998                   | Чехия                             | 0:1                               | —                                 | Товарищеский матч                                               |
| 4                                 | 10 февраля 1999                   | Хорватия                          | 1:0                               | —                                 | Товарищеский матч                                               |
| 5                                 | 27 марта 1999                     | Италия                            | 1:2                               | —                                 | Чемпионат Европы 2000 (отбор)                                   |
| 6                                 | 28 апреля 1999                    | ЮАР                               | 1:1                               | —                                 | Товарищеский матч                                               |
| 7                                 | 5 июня 1999                       | Беларусь                          | 1:0                               | —                                 | Чемпионат Европы 2000 (отбор)                                   |
| 8                                 | 9 июня 1999                       | Уэльс                             | 2:0                               | —                                 | Чемпионат Европы 2000 (отбор)                                   |
| 9                                 | 18 августа 1999                   | Нидерланды                        | 0:0                               | —                                 | Товарищеский матч                                               |
| 10                                | 4 сентября 1999                   | Швейцария                         | 2:1                               | —                                 | Чемпионат Европы 2000 (отбор)                                   |
| 11                                | 8 сентября 1999                   | Италия                            | 3:2                               | —                                 | Чемпионат Европы 2000 (отбор)                                   |
| 12                                | 10 октября 1999                   | Иран                              | 0:0                               | —                                 | Товарищеский матч                                               |
| 13                                | 13 ноября 1999                    | Израиль                           | 5:0                               | —                                 | Чемпионат Европы 2000 (отбор)                                   |
| 14                                | 17 ноября 1999                    | Израиль                           | 3:0                               | —                                 | Чемпионат Европы 2000 (отбор)                                   |
| 15                                | 29 марта 2000                     | Португалия                        | 1:2                               | —                                 | Товарищеский матч                                               |
| 16                                | 26 апреля 2000                    | Швеция                            | 0:1                               | —                                 | Товарищеский матч                                               |
| 17                                | 3 июня 2000                       | Бельгия                           | 2:2                               | —                                 | Товарищеский матч                                               |
| 18                                | 11 июня 2000                      | Франция                           | 0:3                               | —                                 | Чемпионат Европы 2000                                           |
| 19                                | 16 июня 2000                      | Нидерланды                        | 0:3                               | —                                 | Чемпионат Европы 2000                                           |
| 20                                | 21 июня 2000                      | Чехия                             | 0:2                               | —                                 | Чемпионат Европы 2000                                           |
| 21                                | 16 августа 2000                   | Фарерские острова                 | 2:0                               | —                                 | Чемпионат Северной Европы 2000—2001                             |
| 22                                | 2 сентября 2000                   | Исландия                          | 2:1                               | —                                 | Чемпионат мира 2002 (отбор) Чемпионат Северной Европы 2000—2001 |
| 23                                | 7 октября 2000                    | Северная Ирландия                 | 1:1                               | —                                 | Чемпионат мира 2002 (отбор)                                     |
| 24                                | 11 октября 2000                   | Болгария                          | 1:1                               | —                                 | Чемпионат мира 2002 (отбор)                                     |
| 25                                | 15 ноября 2000                    | Германия                          | 2:1                               | —                                 | Товарищеский матч                                               |
| 26                                | 24 марта 2001                     | Мальта                            | 5:0                               | —                                 | Чемпионат мира 2002 (отбор)                                     |
| 27                                | 28 марта 2001                     | Чехия                             | 0:0                               | —                                 | Чемпионат мира 2002 (отбор)                                     |
| 28                                | 25 апреля 2001                    | Словения                          | 3:0                               | —                                 | Товарищеский матч                                               |
| 29                                | 2 июня 2001                       | Чехия                             | 2:1                               | —                                 | Чемпионат мира 2002 (отбор)                                     |
| 30                                | 6 июня 2001                       | Мальта                            | 2:1                               | —                                 | Чемпионат мира 2002 (отбор)                                     |
| 31                                | 15 августа 2001                   | Франция                           | 0:1                               | —                                 | Товарищеский матч                                               |
| 32                                | 1 сентября 2001                   | Северная Ирландия                 | 1:1                               | —                                 | Чемпионат мира 2002 (отбор)                                     |
| 33                                | 5 сентября 2001                   | Болгария                          | 2:0                               | —                                 | Чемпионат мира 2002 (отбор)                                     |
| 34                                | 6 октября 2001                    | Исландия                          | 6:0                               | —                                 | Чемпионат мира 2002 (отбор)                                     |
| 35                                | 10 ноября 2001                    | Нидерланды                        | 1:1                               | —                                 | Товарищеский матч                                               |
| 36                                | 13 февраля 2002                   | Саудовская Аравия                 | 1:0                               | —                                 | Товарищеский матч                                               |
| 37                                | 27 марта 2002                     | Ирландия                          | 0:3                               | —                                 | Товарищеский матч                                               |
| 38                                | 17 апреля 2002                    | Израиль                           | 3:1                               | —                                 | Товарищеский матч                                               |
| 39                                | 17 мая 2002                       | Камерун                           | 2:1                               | —                                 | Товарищеский матч                                               |
| 40                                | 26 мая 2002                       | Тунис                             | 2:1                               | —                                 | Товарищеский матч                                               |
| 41                                | 1 июня 2002                       | Уругвай                           | 2:1                               | —                                 | Чемпионат мира 2002                                             |
| 42                                | 6 июня 2002                       | Сенегал                           | 1:1                               | —                                 | Чемпионат мира 2002                                             |
| 43                                | 11 июня 2002                      | Франция                           | 2:0                               | —                                 | Чемпионат мира 2002                                             |
| 44                                | 15 июня 2002                      | Англия                            | 0:3                               | —                                 | Чемпионат мира 2002                                             |
| 45                                | 21 августа 2002                   | Шотландия                         | 1:0                               | —                                 | Товарищеский матч                                               |
| 46                                | 12 октября 2002                   | Люксембург                        | 2:0                               | —                                 | Чемпионат Европы 2004 (отбор)                                   |
| 47                                | 20 ноября 2002                    | Польша                            | 2:0                               | —                                 | Товарищеский матч                                               |
| 48                                | 12 февраля 2003                   | Египет                            | 4:1                               | —                                 | Товарищеский матч                                               |
| 49                                | 29 марта 2003                     | Румыния                           | 5:2                               | —                                 | Чемпионат Европы 2004 (отбор)                                   |
| 50                                | 2 апреля 2003                     | Босния и Герцеговина              | 0:2                               | —                                 | Чемпионат Европы 2004 (отбор)                                   |
| 51                                | 30 апреля 2003                    | Украина                           | 1:0                               | —                                 | Товарищеский матч                                               |
| 52                                | 7 июня 2003                       | Норвегия                          | 1:0                               | —                                 | Чемпионат Европы 2004 (отбор)                                   |
| 53                                | 11 июня 2003                      | Люксембург                        | 2:0                               | —                                 | Чемпионат Европы 2004 (отбор)                                   |
| 54                                | 20 августа 2003                   | Финляндия                         | 1:1                               | —                                 | Товарищеский матч                                               |
| 55                                | 10 сентября 2003                  | Румыния                           | 2:2                               | —                                 | Чемпионат Европы 2004 (отбор)                                   |
| 56                                | 11 октября 2003                   | Босния и Герцеговина              | 1:1                               | —                                 | Чемпионат Европы 2004 (отбор)                                   |
| 57                                | 16 ноября 2003                    | Англия                            | 3:2                               | —                                 | Товарищеский матч                                               |
| 58                                | 18 февраля 2004                   | Турция                            | 1:0                               | —                                 | Товарищеский матч                                               |
| 59                                | 31 марта 2004                     | Испания                           | 0:2                               | —                                 | Товарищеский матч                                               |
| 60                                | 28 апреля 2004                    | Шотландия                         | 1:0                               | —                                 | Товарищеский матч                                               |
| 61                                | 30 мая 2004                       | Эстония                           | 2:2                               | —                                 | Товарищеский матч                                               |
| 62                                | 5 июня 2004                       | Хорватия                          | 1:2                               | —                                 | Товарищеский матч                                               |
| 63                                | 14 июня 2004                      | Италия                            | 0:0                               | —                                 | Чемпионат Европы 2004                                           |
| 64                                | 18 июня 2004                      | Болгария                          | 2:0                               | —                                 | Чемпионат Европы 2004                                           |
| 65                                | 22 июня 2004                      | Швеция                            | 2:2                               | —                                 | Чемпионат Европы 2004                                           |
| 66                                | 27 июня 2004                      | Чехия                             | 0:3                               | —                                 | Чемпионат Европы 2004                                           |

Итого: 66 матчей / 0 голов; 35 побед, 16 ничьих, 15 поражений.

## Достижения

### Командные
Как игрока национальной сборной Дании:
- Чемпионат мира:
  - Участник: 1998, 2002
- Чемпионат Европы:
  - Участник: 2000, 2004

Как игрока «Академиска»:
- Чемпионат Дании:
  - Третье место: 1998/99
- Первый дивизион Дании:
  - Второе место: 1995/96 (выход в Суперлигу)
- Кубок Дании:
  - Победитель: 1998/99
  - Финалист: 1994/95

Как игрока «Панатинаикоса»:
- Чемпионат Греции:
  - Чемпион: 2003/04
  - Второе место: 1999/2000, 2000/01, 2002/03, 2004/05
  - Третье место: 2001/02
- Кубок Греции:
  - Победитель: 2003/04

### Личные
- Футболист года в Дании: 2000